# Eliza Lucas Pinckney
Eliza Lucas Pinckney, född 28 december 1722 i Brittiska Västindien, död 26 maj 1793 i Philadelphia, var en amerikansk agronom. Familjen flyttade till den dåvarande engelska kolonin South Carolina 1738. Där blev Lucas plantageägare och utvecklade och introducerade odlingen av indigo i South Carolina, vilket hade stor betydelse för kolonins ekonomiska utveckling. 

## Tidiga år
Under Eliza Lucas unga år flyttade familjen till England vilket gav henne möjligheten att studera vid en engelsk flickskola där hon lärde sig franska, musik och andra traditionellt sett kvinnliga ämnen. Hon fick då upp ögonen för ämnet botanik, vilket är det område där hennes insatser har blivit universellt erkända.
När Eliza Lucas fyllde 15 år flyttade hennes far, George Lucas, hon och hennes mor till Charleston i South Carolina. Detta på grund av att fadern som tidigare arbetade för den brittiska armén tog ledigt från tjänsten. Istället valde han att driva tre risplantager han ärvt från sin far, lokaliserade i South Carolina. Då krig utbröt mellan England och Spanien återkallades George Lucas till armén och skickades till Antigua. Vid denna tid var modern väldigt sjuk, vilket gjorde att Eliza Lucas fick välja mellan att antingen åka tillbaka till England och bo hos sina släktingar eller att stanna kvar och sköta plantagerna. Eliza Lucas, som vid denna tidpunkten endast var 17 år gammal, valde att sköta plantagerna.

## Indigo i South Carolina

Indigoplantan (Indigofera tinctoria)

Eliza Lucas var väldigt flitig som agronom och var först med att lyckas plantera ingefära i South Carolina. Därefter fortsatte hon att experimentera med olika växter. Hon insåg snart att den växande textilindustrin var en bransch med mycket potential då industrin hade en stor efterfrågan på växten indigo för att färga textilier. Hennes far skickade henne indigofrön från Antigua, som hon började använda i sina plantager. Att plantera indigo i South Carolina visade sig vara en utmaning, då det är en känslig växt. Detta resulterade i att de första skördarna förstördes av frosten. Efter några år lyckades Eliza Lucas till slut skörda kvalitetsindigo, när hon lyckades med detta var hon endast 22 år gammal.  På grund av hennes framgångar, och spridningen av hennes upptäckter till andra plantageägare, ökade produktionen av indigo i South Carolina från 5 000 lbs till 130 000 lbs på två år. Detta medförde att indigo utgjorde en stor del av kolonins export och till och med påverkade marknaden på en global skala. 

## Senare år
Eliza Lucas gifte sig med en annan plantageägare vid namn Charles Pinckney, varvid hon fick hans efternamn. De fick fyra barn tillsammans. När den amerikanska revolutionen startade ställde sig hon och hennes familj på den Amerikanska sidan. Eliza Pinckney lånade ut pengar till staten South Carolina för att rusta upp dess försvar samt gav utrustning och mat till de sydliga staternas styrkor. Charleston blev trots detta ockuperat av England och stora delar av Pinckneys egendomar konfiskerades. Efter kriget blev saker och ting bättre, familjen Pinckney fick betydande inflytande då sonen Thomas Pinckney blev vald till guvernör över South Carolina och sonen Charles Cotesworth Pinckney deltog i skapandet av USA:s konstitution.
Eliza Lucas Pinckney gick bort i bröstcancer år 1793. Dåvarande presidenten George Washington var en av kistbärarna vid hennes begravning.